# Callistege vitiosa
Callistege vitiosa är en fjärilsart som beskrevs av W. Callistege vitiosa ingår i släktet Callistege och familjen nattflyn. Inga underarter finns listade i Catalogue of Life.